# О’Брайен, Конор, 18-й барон Инчикуин
Конор Майлс Джон О’Брайен, 18-й барон Инчикуин (англ. Conor Myles John O'Brien, 18th Baron Inchiquin; 17 июля 1943 — 3 июня 2023) — британский владелец ирландского пэрства, 31-го поколения по прямому происхождению от ирландского верховного короля Брайана Бору. Хотя основная ирландская резиденция была продана, он оставался землевладельцем в графстве Клэр.

## Ранняя жизнь
Родился 17 июля 1943 года. Единственный сын Достопочтенного Фиона Майлза Мэрионса О’Брайена (1903—1977) и Джозефины Рейн О’Брайен, урождённой Бембарон (ок. 1913—2011). Внук Люциуса Уильяма О’Брайена, 15-го барона Инчикуина (1864—1929), и Этель Джейн Фостер (? — 1940). Конор О’Брайен получил образование в Итонском колледже.

## Карьера
В 1963 году Конор О’Брайен был зачислен в 14-20-й королевский гусарский полк британской армии. Он служил командиром войск в Бенгази, Триполи, на Кипре в операции «Тоска», Тидворте, Падерборне (в качестве помощника адъютанта), Сингапуре и Тидворте в качестве адъютанта полка. Он стал адъютантом командующего британскими войсками Персидского залива в Бахрейне и покинул армию в 1975 году, выйдя в отставку в звании капитана.
Хотя родовое поместье замок Дромоленд с тех пор покинуло семейные руки, Конор О’Брайен продолжал управлять землями в поместье, оставленными в семейных руках. С 1984 по 2008 год О’Брайен управлял эксклюзивным гостевым домом в новом семейном доме Томонд-Хаус, примыкающем к бывшему месту жительства. О’Брайен также превратил остаточное поместье Дромоланд в спортивное и развлекательное место. В апреле 2010 года Высокий суд присудил ему 7,9 млн евро в качестве компенсации ущерба за расторжение соглашения о покупке 377 акров из 600 акров поместья Дромоланд, которым до сих пор владела его семья. В 2012 году в длительном споре с руководством замка Дромоленд Конору О’Брайену было отказано в первоначальном заявлении в Высокий суд, чтобы они немедленно вернули 37 картин, которые были одолжены несколькими десятилетиями ранее; отель хотел скопировать картины, а затем вернуть их, возможно, поэтапно.

## Другое

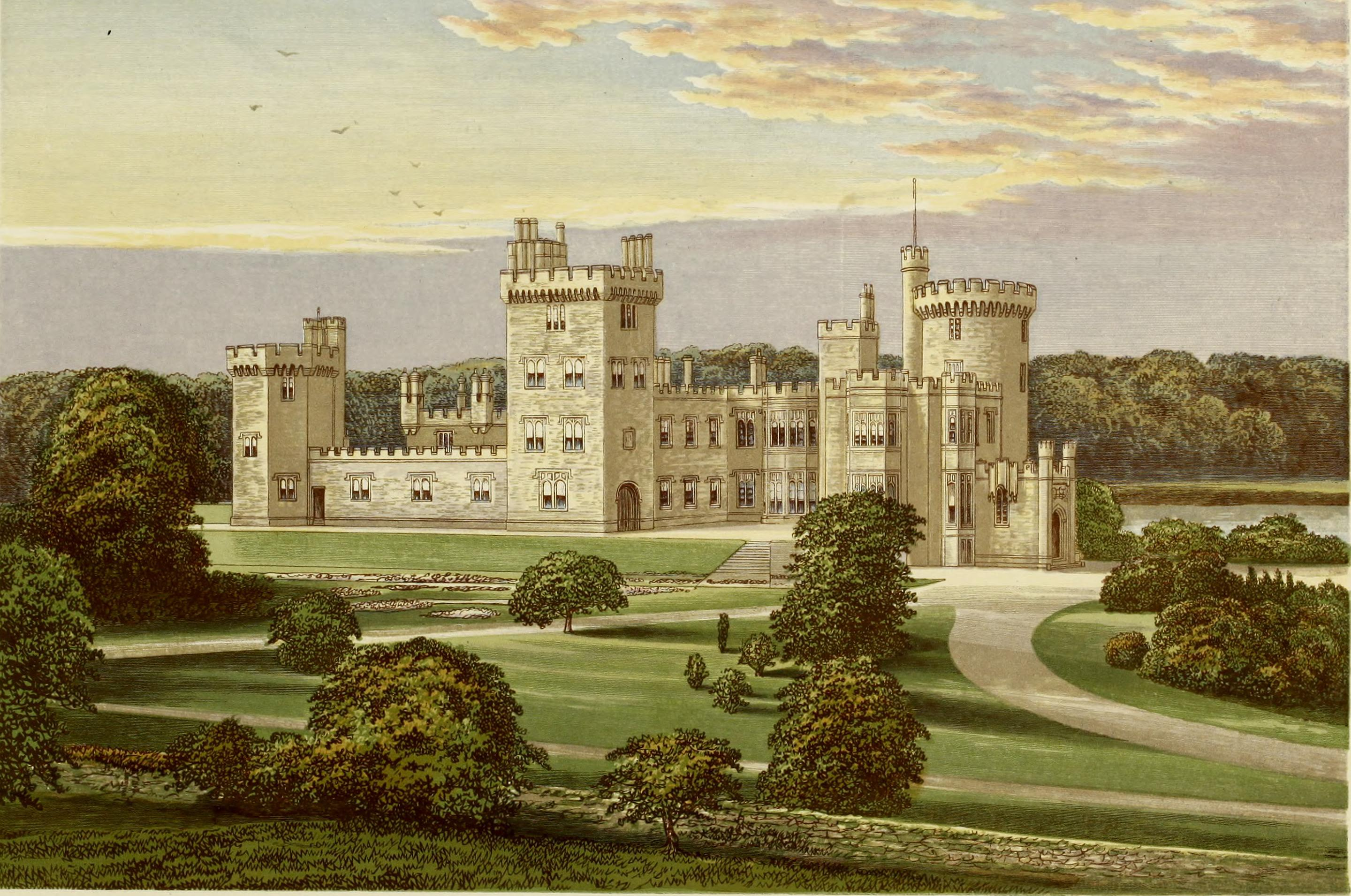
Замок Дромоленд, бывшая родовая резиденция

В 1998 году Конор О’Брайен посетил Антиок, штат Калифорния, на День Святого Патрика и первый антиокийский день Святого Патрика, организованный тогдашним членом совета Алленом Пейтоном, и городской совет провозгласил «День сэра Конора О’Брайена».
Конор О’Брайен также был председателем Постоянного совета ирландских вождей и вождей.

## Семья
Конор О’Брайен унаследовал титул пэра после смерти своего дяди, Федрига О’Брайена, 17-го барона Инчикуна (1900—1982), в 1982 году.
У Конора О’Брайена есть сестра Фиона Джейн (род. 1941).
В 1988 году Конор женился на Хелен О’Фаррелл, дочери Джеральда Фицджеральда О’Фаррелла. У супругов есть две дочери:
- Достопочтенная Слейни Александра Энн О’Брайен (род. 7 июля 1989)
- Достопочтенная Лючия Джозефина Мэри О’Брайен (род. 27 мая 1991 года)

Родовое поместье замок Дромоленд был продан после того, как Доноу О’Брайен, 16-й барон Инчикуин (1897—1968), был вынужден продать большую часть поместья (около 350 акров) миллиардеру-промышленнику Бернарду Макдоно. Сегодня замок функционирует как роскошный отель и принадлежит ряду ирландско-американских бизнесменов.
16-й барон Инчикуин построил меньшую резиденцию рядом с поместьем, Томонд-Хаус, в который он переехал в 1965 году. Конор О’Брайен проживал в Томонд-хаусе.